# Oldřich Král (zpěvák)
Oldřich Král (* 19. února 1948 Praha) je český sólový operetní a muzikálový zpěvák a herec, tenor.

## Umělecká dráha
Po úspěšném zakončení gymnázia absolvoval studia v Praze na Státní konzervatoři hudby – obor operní zpěv, operní režie. Už v roce 1968 uspěl v konkurzu na prestižním wagnerovském festivalu v Bayreuthu. Roku 1969 byl přijat do Hudebního divadla v Karlíně a Nuslích jako první tenorový obor. První obsazení – poručík Niki v operetě Oscara Strause Kouzlo valčíku.

## Hlavní role
Hlavní tenorové role ve 25 operetních inscenacích:
- Kouzlo valčíků – Nicky
- Orfeus v podsvětí – Orfeus
- Polská krev – Bollo
- Veselá vdova – Danilo
- Paganini – Paganini
- Netopýr – Eisenstein, Alfred
- Čardášová princezna – Edvin
- Hraběnka Marica – Tassilo
- Země úsměvů – Gustávek
- Ptáčník
- Žebravý student
- Vídeňská krev
- Ples v opeře
- Vinobraní
- Krásná Galathea
- Cikánský baron
- Rose Marie
- Hraběnka z Gerolsteinu
- Paganini (Paganini)
- kníže Felice (Paganini)
- Bolo (Polská krev)
- Eisenstein (Netopýr)
- Dr. Falke (Netopýr)
- Milan (Vinobraní)
- Vévoda (Noc v Benátkách)
- Rosillon (Veselá vdova)
- hrabě Danilo (Veselá vdova)
- St. Brioche (Veselá vdova)
- baron Zeta (Veselá vdova)
- Otakar (Cikánský baron)
- kníže Populescu (Hraběnka Marica)
- Čang, strýc Su – Čonga (Země úsměvů)
- Kníže (Čardášová princezna)
- Italský admirál (Řek Zorba)
- Hnilička, obecní radní (Zvonokosy)
- Faraon (Aida – muzikálové nastudování)
- generál lord Glossop (muzikál Jekyll & Hyde)

Vystupuje též v muzikálech. Vystupoval externě i v jiných divadlech – v Plzni, v Ostravě. Spolupracoval také s Pražskou zpěvohrou, kde vytvořil několik operních rolí, např. Prince v Rusalce Antonína Dvořáka.